# Thursday Next

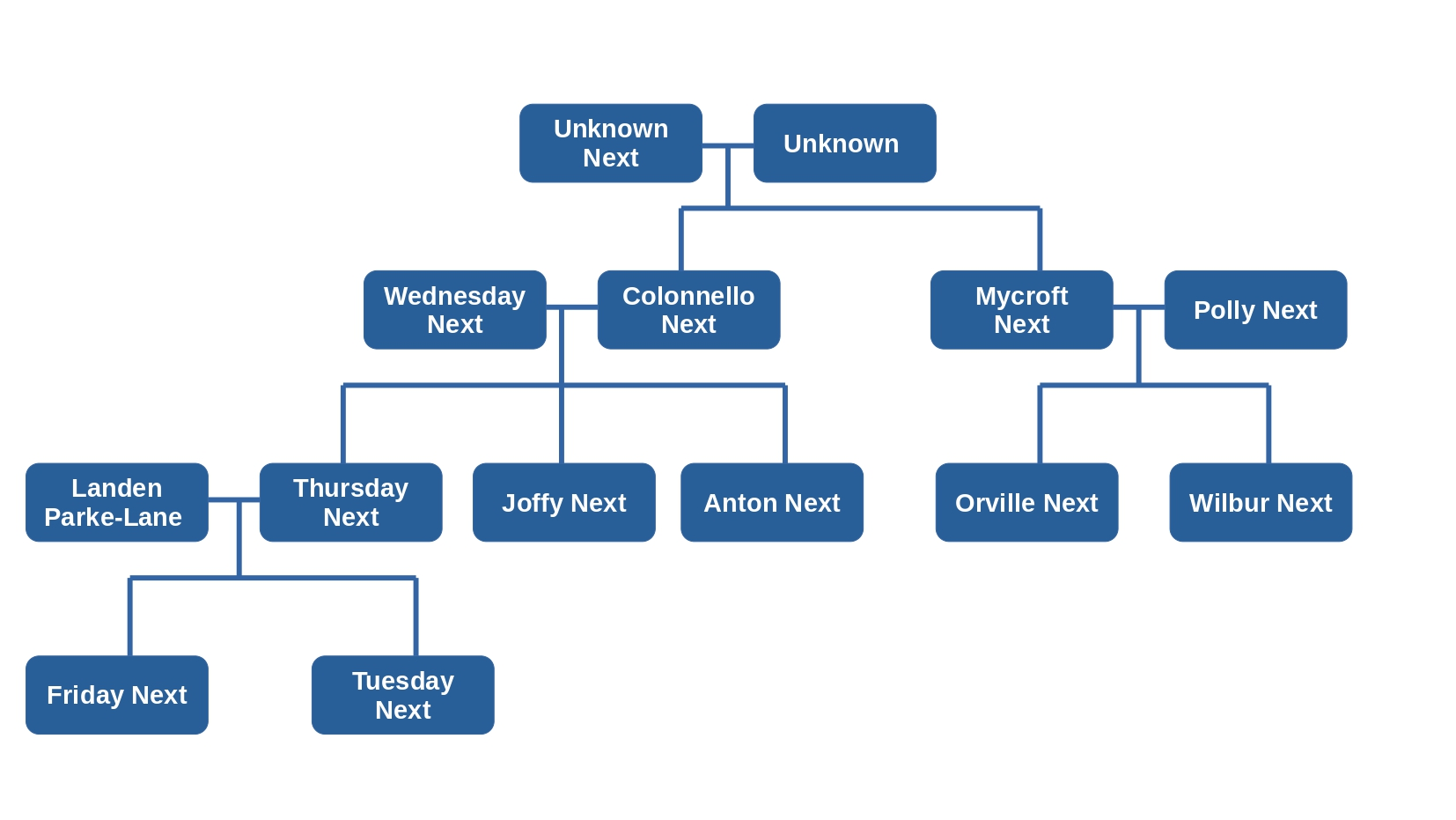
Albero genealogico della famiglia Next

Thursday Next (letteralmente "Giovedì Prossimo") è la protagonista dell'omonima serie di romanzi scritti da Jasper Fforde.
Nella realtà ucronica della serie, la geografia è quella del nostro mondo, ma tecnologia, storia e politica sono totalmente diverse: ad esempio l'Inghilterra è una repubblica, il Regno Unito non esiste e il Galles è una repubblica socialista indipendente, la clonazione è una pratica comunemente accettata così come il viaggio nel tempo. I dodo sono animali da compagnia mentre le anatre sono estinte.

## Biografia

### Antefatti
Thursday è la figlia di Wednesday Next e del Colonnello Next; il nome del padre non è noto, poiché la sua esistenza è stata cancellata anni prima dalla "Cronoguardia", ovvero la polizia che controlla lo scorrere del tempo. Nonostante la Cronoguardia abbia impedito il concepimento del Colonnello Next, egli è riuscito a sopravvivere, così come i suoi figli, a causa della sua straordinaria capacità di destreggiarsi con il viaggio nel tempo e le dimensioni parallele. Tali paradossi sono comuni all'interno dei romanzi della serie.
La sua famiglia è composta da altri due fratelli, Anton e Joffy. Anton è stato ucciso nella Guerra di Crimea, che in questa realtà è tuttora in pieno svolgimento. Joffy è un sacerdote della Chiesa della Divinità Globale Standard, nata nel tentativo di mettere fine alle guerre di religione.
Anche Thursday è un veterano della Guerra di Crimea; nell'assalto durante il quale è morto Anton ha salvato cinquantun soldati, guadagnandosi una medaglia al valor militare e salvando anche Landen Parke-Laine, il suo fidanzato.
A causa della testimonianza di Landen contro Anton, colpevole di aver indicato la direzione sbagliata alla colonna e di averla mandata direttamente contro l'artiglieria russa, Thursday rompe il fidanzamento e si trasferisce a Londra, dove entra a far parte del reparto 27 delle Operazioni Speciali, dedicato ai Detective Letterari.
Le OPS (Operazioni Speciali) sono reparti di polizia creati per compiti "troppo insoliti o troppo specialistici" per la polizia normale e contano in tutto trenta reparti, a partire dai più banali quali le Liti Condominiali (OPS-30), fino alla Cronoguardia (OPS-12) e Antiterrorismo (OPS-9).
OPS-27, i Detective Letterari o DLett, si occupano di contraffazioni e contrabbandi di opere letterarie, che nel mondo creato da Jasper Fforde rivestono un'importanza capitale: molte sommosse sono provocate ad esempio da correnti radicali di surrealisti scagliati contro i classicisti, i predicatori porta a porta sostengono tesi differenti sulla reale paternità delle opere di Shakespeare ed è prassi comune cambiare il proprio nome con quello degli scrittori più famosi, quali John Milton o William Wordsworth.